# Centrum distančního vzdělávání
Centrum distančního vzdělávání (CDV) bylo pracoviště Ústavu jazykové a odborné přípravy Univerzity Karlovy v Praze (ÚJOP UK). Centrum bylo založeno v roce 2004 a sídlilo na zámku v Poděbradech.
Dnes se Ústavu jazykové a odborné přípravy dělí na několik pracovišť:
- Studijní středisko Praha Krystal
- Studijní středisko Praha Voršilská
- Studijní středisko Poděbrady
- Metodické a odborné centrum (MOC)
- Výzkumné a testovací centrum (VTC)

## Historie a zaměření
Centrum vzniklo v roce 2004 a bylo založeno za účelem koordinace distančního vzdělávání a využívání informačních technologií na ÚJOP UK. Vedoucím pracovníkem se stal Petr Hercik.
Ve stejném roce začalo CDV pracovat na online kurzech angličtiny. Prvním z nich byl kurz pro středně pokročilé, postupně se škála kurzů rozrostla o všechny znalostní úrovně od začátečníků až po přípravu ke složení zkoušky na úrovni B2 dle SERR. Na základě projektu @languages evropského programu Leonardo da Vinci byl vytvořen kurz obchodní angličtiny.
CDV bylo také kontaktním místem projektu Euromobil programu Socrates – Lingua 2, podporovaného Evropskou unií. V jeho rámci byl vytvořen multimediální jazykový a vzdělávací program v 9 evropských jazycích; autorem české varianty je ÚJOP UK. Tento projekt byl oceněn stříbrnou Evropskou cenou pro nejlepší projekty Programu celoživotního učení v sekci jazyků jako jeden z výjimečných evropských projektů a činností, které mají sloužit jako motivující příklad široké veřejnosti.
V roce 2006 začala příprava online kurzů češtiny pro cizince pod vedením Barbory Hercikové, která získala zkušenosti s e-learningem při práci na projektu CALL C&S evropského programu Socrates a je koordinátorkou znalostní úrovně A2 SERR Certifikovaných zkoušek z českého jazyka, které ÚJOP UK jako jediný člen Asociace jazykových testérů v Evropě za Českou republiku nabízí.
Centrum se každoročně podílelo na přípravě jazykovědných seminářů UK ÚJOP:
- 2005 – E-learning a výuka cizích jazyků
- 2006 – Ústní zkoušky z cizích jazyků (a z češtiny pro cizince)
- 2007 – Písemné zkoušky a testy z (cizích) jazyků (a z češtiny pro cizince); výsledkem semináře byl stejnojmenný sborník – ISBN 978-80-901947-7-9
- 2008 – Sociokulturní kompetence ve výuce cizích jazyků (a češtiny pro cizince); výsledkem semináře byl stejnojmenný sborník – ISBN 978-80-87238-00-4
- 2009 – Problematika integrace cizinců ve výuce cizích jazyků a testování; výsledkem semináře byl stejnojmenný sborník – ISBN 978-80-87238-02-8
- 2010 – Cizí jazyky se specifickým zaměřením ve výuce a testování (včetně češtiny pro cizince); výsledkem semináře byl stejnojmenný sborník – ISBN 978-80-87238-05-9
- 2011 – Informační a komunikační technologie ve výuce cizích jazyků (včetně češtiny pro cizince); výsledkem semináře byl stejnojmenný sborník – ISBN 978-80-87238-07-3

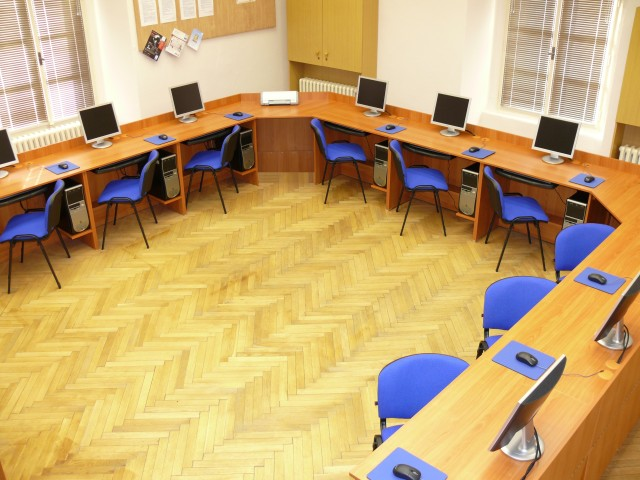
Počítačová studovna
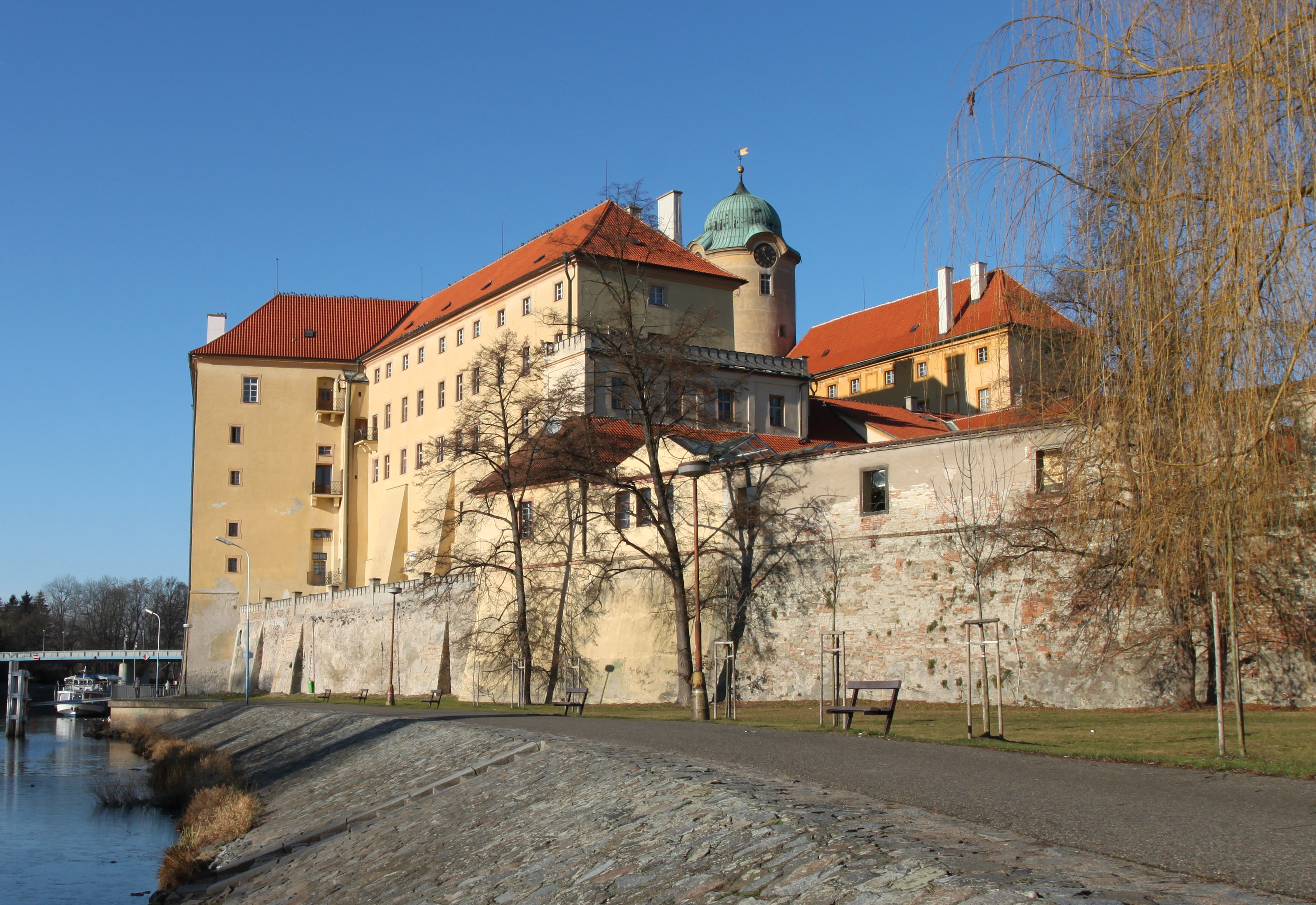
Poděbradský zámek